# Glover Morrill Allen
Glover Morrill Allen (Walpole, 8 de febrer del 1879 - 14 de febrer del 1942) fou un zoòleg americà.
Va néixer a Walpole, fill de Harriet Ann Scouler i Nathaniel Clover Allen, un pastor protestant. Va estudiar a la Universitat Harvard i, després d'haver acabat els estudis, va ser professor de Zoologia a la mateixa universitat. També va ser conservador de mamífers al Museu de Zoologia Comparada. Va viatjar molt, a Mesoamèrica, Sud-amèrica, Àfrica de l'oest, el Nil, el Congo Belga i Austràlia. El 1915 va ser elegit membre de l'Acadèmia Americana de les Arts i les Ciències.
L'espècie d'anur Phrynobatrachus alleni va ser anomenada en honor d'Allen.

## Publicació destacada
- Bats: Biology, Behavior and Folklore, Checklist of African Mammals i Mammals of China and Mongolia.[4]